# Soncino
För andra betydelser, se Soncino (olika betydelser).
Soncino är namnet på en judisk boktryckarfamilj, känd för att vara ett bland de bästa boktryckerierna  i slutet på 1400-talet och början av 1500-talet i det som idag är Italien. I flera generationer med början med Joshua Solomon ben Israel Nathan Soncino fortsatte familjen att trycka böcker av hög kvalité. Namnet är taget från platsen Soncino i Lombardiet i provinz Cremona där de började med verksamheten. Tryckpressen flyttades sedan i flera omgångar till olika platser. 
Tryckeriet var känt för sin noggrannhet och sina fina tryck. Framför allt trycktes hebreiska texter. I februari 1488 stod bokpressen i Soncino och där trycktes då för första gången Bibeln på hebreiska. 1494 trycktes Bibeln på nytt, (då också med accenter). Tryckpressen stod då Brescia. Intressant är att det var en sådan hebreisk Bibel, som Martin Luther använde tillsammans med Vulgata när han 1534 gjorde sin berömda översättning av Bibeln till tyska, den så kallade Luther-bibeln. Texten trycktes i en  inkunabel, och den som Luther använde  finns i Staatsbibliothek zu Berlin.